# 楊白楊
楊白楊（英語：Eow Bung Poo，1951年3月19日—），原名楊文波，祖籍廣東省普寧縣延長埔，馬來西亞雜文作家，曾是馬來西亞最受歡迎的雜文專欄作家，針砭時弊毫不留情，曾用筆名楊白楊、李安、馬明、胡先、陳默、歐陽恩，以躲避審查。政府多次下令關閉其專欄、書店下架著作。

## 生平
1951年生於馬來西亞吉打亞羅士打（Alor Setar）。1974年畢業自馬來亞大學中文系學士，1978年獲教育文憑。隨後派往怡保霹靂女子中學執教，1979年7月杪遭政府吊銷教師執照。楊氏擅長時評，尤能從獨特角度戳破盲點，因政治打壓專欄開了又關，關了又開。他曾任馬來西亞中華工商聯合會副執行秘書，馬來西亞翻譯與創作協會副出版主任。1981年結識詩人吳岸，遂為一生知交。1995年應邀參加美國愛荷華大學國際寫作計劃，是有關計劃的第一個馬來西亞華人。1997年榮獲馬來西亞國家元首封賜KMN勛銜。2007年8月30日宣布退休封筆，及後移居澳洲。。
楊氏也是内部安全法令受害者，1975年3月8日至1977年2月17日被扣留太平甘文丁政治扣留營。

## 著作
- 《坦然集》署名：楊丹（吉隆坡：南風出版社，1987年）。
- 《華團漫步》署名：楊文波（吉隆坡：自印本，1989年）。
- 《神傷中國》署名：楊白楊（吉隆坡：自印本，1990年）。此書乃天安門事件親歷記。[3]
- 《黑白之間》署名：楊丹（吉隆坡：自印本，1990年）。
- 《無關政治》署名：楊白楊（吉隆坡：中國報，2000年）。此書開創沿街兜售自家書籍的經歷，並藉此化身「說故事者」，講述本邦政治與媒體生態的故事。
- 《百字書》署名：楊白楊（吉隆坡：中國報，2000年）。
- 《楊白楊的無關政治》署名：楊白楊（吉隆坡：自印本，2001年）。
- 《天下太平》署名：楊白楊（吉隆坡：自印本，2006年）。